# Blarians
Blarians – miejscowość i gmina we Francji, w regionie Burgundia-Franche-Comté, w departamencie Doubs.
Według danych na rok 1990 gminę zamieszkiwało 47 osób, a gęstość zaludnienia wynosiła 53 osoby/km² (wśród 1786 gmin Franche-Comté Blarians plasuje się na 696. miejscu pod względem liczby ludności, natomiast pod względem powierzchni na miejscu 1057.).